# Club de Tennis Horta
El Club de Tennis Horta és una entitat esportiva situada al carrerr de Campoamor, 66 del barri d'Horta de Barcelona.

## Història

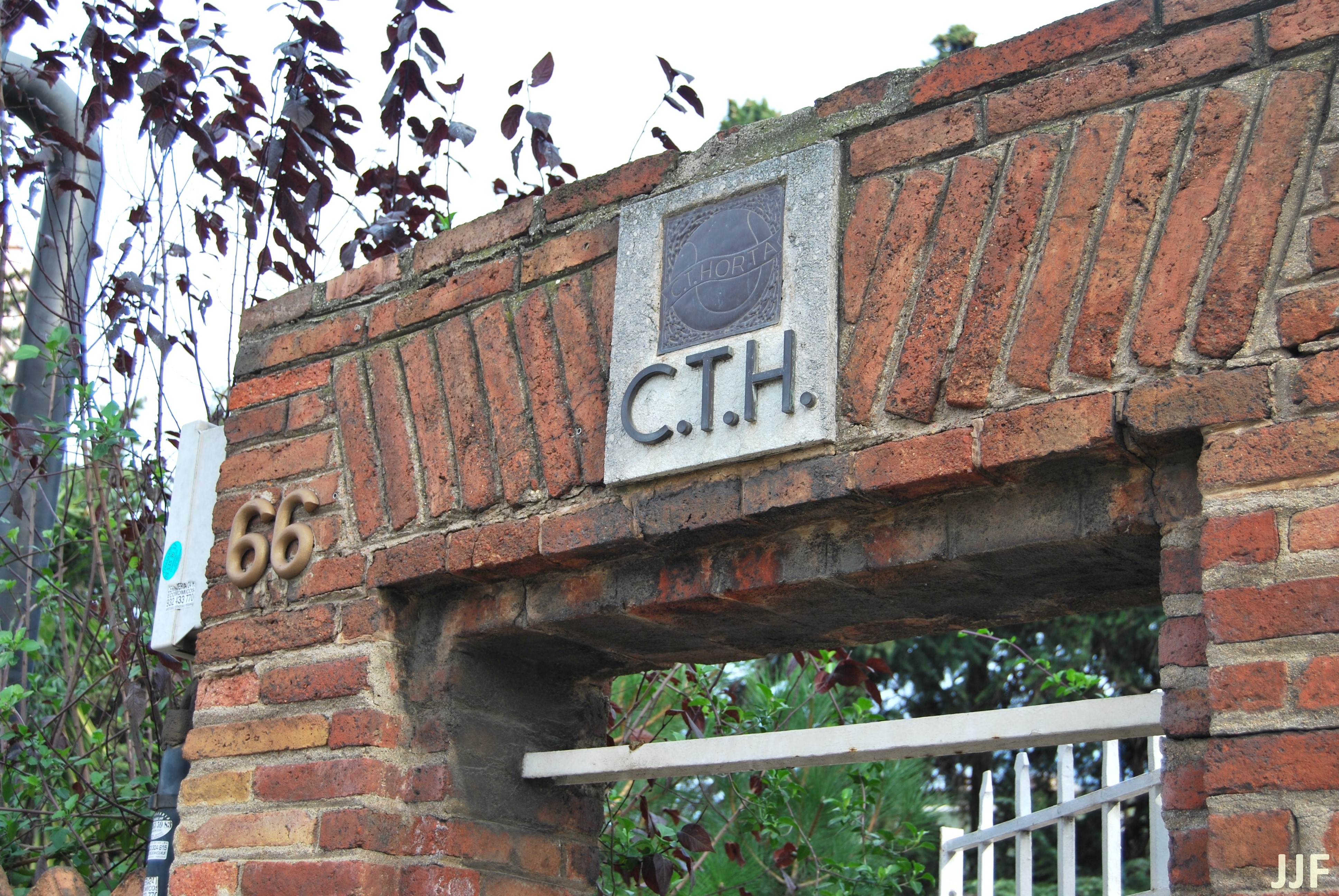
Porta d'entrada al Club

A finals del segle xix i principis del xx, els estiuejants de la colònia Les Estires o Rambla Cortada (actualment Campoamor), Salses i Rambla Quintana (avui Feliu i Codina) utilitzaven per a fer esport el Camp de les Monges, un solar situat a la part més alta del carrer de Campoamor, més amunt de l'actual col·legi de les Dominiques, i on quedaven les restes de l'església de Sant Joan, cremada el 1909 a la Setmana Tràgica, amb el campanar encara dempeus. El 1912, Rafael Trèmols i Martí va fundar el Lawn Tennis Club d'Horta, amb 60 socis inicials, provinents principalment de les colònies d'estiueig. Van arrendar les terres al voltant de l'antiga església de Sant Joan, van fer-hi una tanca perimetral i van construir una pista de tennis, una altra de patins, una caseta de vestidor, un quiosc de begudes i serveis complementaris a l'antiga casa rectoral. Es va inaugurar el 15 d'agost de 1912.
El 1924 va ser ampliar amb el solar de l'antic cementiri, i el 1932 amb un jardí, on el 1944 s'hi construeix un frontó. A més de les competicions de tennis, s'hi van celebrar festivals, carreres d'animals, concurs de tir, caramelles, funcions de teatre, de cinema, ballets, sardanes, etc. Amb la Guerra Civil, l'activitat es va aturar, el local va ser confiscat i va passar a ser un parc de bombers. El 1939 es va reprendre, impulsat per Santiago Julià i Bernet, amb el nou nom de Club de Tennis Horta. El club deixà el caràcter estival: els vuit primers presidents de l'entitat, fins a Julià, eren estiuejants d'Horta, i a partir del novè, en Ramon Jové, tors els presidents han tingut domicili a Horta o les rodalies.
El 2012, any del seu centenari, es va associar amb el gimnàs Nick Sports, que ja tenia un gimnàs al passeig de la Font d'en Fargas, canviant les pistes de tennis per pàdel. El 2013, va rebre la Medalla d'Or al Mèrit Esportiu de la ciutat de Barcelona. És el club esportiu més antic d'Horta, i el quart club de tennis de la ciutat.